# Канал Гранде
Канал Гранде (на италиански: Canal Grande), наричан от местните жители още Каналацо (Canalazzo) и Каналазо (Canałaso), е воден канал в град Венеция, Италия, който е най-важното трасе на водния транспорт в града.
Дължината му е около 3800 m, ширината е между 30 и 90 m, а средната дълбочина е към 5 m. Има S-образна форма.
Каналът пресича централната част на Венеция от Венецианската лагуна при гара „Санта Лучия“ до площад „Сан Марко“. Той се пресича от 4 моста – Мост на Конституцията, Скалци, Риалто, Мост на Академията.
По канала се движат обществени рейсови кораби (вапорето) и частни водни таксита.